# Rhyacodrilis montana
Rhyacodrilis montana är en ringmaskart. Rhyacodrilis montana ingår i släktet Rhyacodrilis och familjen glattmaskar. Inga underarter finns listade i Catalogue of Life.